# Янішовиці (Жарський повіт)
Янішовиці (пол. Janiszowice, нім. Jähnsdorf) — село в Польщі, у гміні Броди Жарського повіту Любуського воєводства.
Населення — 50 осіб (2011).
У 1975-1998 роках село належало до Зеленогурського воєводства.

## Демографія
Демографічна структура станом на 31 березня 2011 року:
|          | Загалом | Допрацездатний вік | Працездатний вік | Постпрацездатний вік |
| -------- | ------- | ------------------ | ---------------- | -------------------- |
| Чоловіки | 21      | 5                  | 12               | 4                    |
| Жінки    | 29      | 6                  | 17               | 6                    |
| Разом    | 50      | 11                 | 29               | 10                   |